# Marcillac-Vallon (tổng)
Tổng Marcillac-Vallon là một tổng thuộc tỉnh l'Aveyron trong vùng Occitanie.
Tổng này được tổ chức xung quanh Marcillac-Vallon ở quận Rodez. Độ cao khu vực này dao động từ 235 m (Nauviale) đến 734 m (Clairvaux-d'Aveyron) với độ cao trung bình 388 m.

## Các đơn vị trực thuộc
Tổng Marcillac-Vallon gồm 10 xã với dân số 8 448 người (điều tra dân số năm 1999, dân số không tính trùng)
| Xã                      | Dân số | Mã bưu chính | Mã insee |
| ----------------------- | ------ | ------------ | -------- |
| Balsac                  | 501    | 12510        | 12020    |
| Clairvaux-d'Aveyron     | 1 039  | 12330        | 12066    |
| Marcillac-Vallon        | 1 532  | 12330        | 12138    |
| Mouret                  | 476    | 12330        | 12161    |
| Muret-le-Château        | 272    | 12330        | 12165    |
| Nauviale                | 454    | 12330        | 12171    |
| Pruines                 | 239    | 12320        | 12193    |
| Saint-Christophe-Vallon | 1 002  | 12330        | 12215    |
| Salles-la-Source        | 1 800  | 12330        | 12254    |
| Valady                  | 1 133  | 12330        | 12288    |

## Biến động dân số
| 1962                                                     | 1968  | 1975  | 1982  | 1990  | 1999  |
| -------------------------------------------------------- | ----- | ----- | ----- | ----- | ----- |
| 6 265                                                    | 7 001 | 7 134 | 7 580 | 7 732 | 8 448 |
| Nombre retenu à partir de 1962 : dân số không tính trùng |       |       |       |       |       |